# سنت هلنز (آسمان‌خراش)
سنت هلنز یک آسمان‌خراش واقع در سیتی لندن، بریتانیا می‌باشد. ساخت و ساز این ساختمان ۱۹۶۸ شروع شد و ۱۹۶۹ به پایان رسیده است. مساحت زیربنای آن ۵۶٬۰۹۷ متر مربع (۶۰۳٬۸۲۰ فوت مربع)، تعداد طبقاتش ۲۸ و ارتفاع آن ۱۱۸ متر است.